# Chaves (Portugalsko)
Chaves (portugalská výslovnost: [ˈʃavɨʃ]) je město na severu Portugalska. Má prastarou historii, založeno bylo roku 79 v římských časech jakožto Aquæ Flaviæ. Leží 10 km jižně od hranic se Španělskem. Ve městě žije přibližně 41 tisíc obyvatel. Obec je druhou nejlidnatější v okrese Vila Real (hlavní město okresu, Vila Real, leží 60 km na jih od Chavesu). Již od římských časů je město známo svými horkými minerálními prameny. Mají průměrnou teplotu 73 °C a jsou tak nejteplejší bikarbonátovou vodou v Evropě. Užívají se k léčení žaludečních, jaterních, střevních a ledvinových onemocnění. Mnoho malých penzionů ve staré části města je závislých na přílivu lázeňských návštěvníků. Na jihu města se těží žula a nacházejí se tam tři cihelny. K Chavesu vede dálnice A24, která ho spojuje s jihem země. Město má také vlastní malé letiště, s jednou dráhou pro lehká letadla. Železnice již do města nevede, byla zrušena v roce 2009. Nejvýznamnější památkou z římské éry je most, jenž nechal postavit císař Traianus (Ponte de Trajano), dnes hlavní symbol města. Ze středověkých památek jsou to pozůstatky hradu, který nechal ve 14. století postavit král Dinis I. Portugalský. Ke slavným rodákům patří malíř Nadir Afonso, fotograf Fernando Pereira nebo portugalský prezident Francisco da Costa Gomes. V 5. století ve městě působil biskup a historik Hydatius.